# Беме, Адольф Густавович
Адольф Густавович Беме (1866—1917) — архитектор. Служил архитектором Дома милосердия, а с 1900 по 1917 год — архитектором Смольного и Александровского институтов.
Окончил Академию Художеств в 1891.

## Проекты
- 13-я линия, д.№ 58 — трёхэтажный доходный дом с мансардами. 1898 год. (Надстроен до пяти этажей).
- Съезжинская улица, д.№ 5-7 (литеры Г, Д) — Зверинская улица, д.№ 8а (литеры Б, В, Д)[1] —  памятник архитектуры — склады Ф. А. Вельца. Восстановление и расширение. 1898, 1902, 1908.
- Улица Александра Матросова, д.№ 12 — доходный дом. 1901. (Надстроен).
- 17-я линия, д.№ 8 — доходный дом, выходящий на улицу торцом. 1902.
- Улица Красного Курсанта, д.№ 41 — доходный дом. 1905.
- Красногвардейский переулок, д.№ 21-23  памятник архитектуры — дворовые корпуса наждачной фабрики и машиностроительного завода Н. Н. Струка (абразивный завод «Ильич»). 1905—1912.
- Расстанная улица, д.№ 18, левая часть — доходный дом. 1908.
- Большая Пушкарская улица, 10 — Лизы Чайкиной, 3 —  памятник архитектуры — Комплекс картонной фабрики «Отто Кирхнер». 1900—1910 совместно с инженером В. М. Блохиным